# 九翅豆蔻
九翅豆蔻（学名：Amomum maximum）为姜科豆蔻属下的一个种。